# Coelotes cavernalis
Coelotes cavernalis là một loài nhện trong họ Amaurobiidae.
Loài này thuộc chi Coelotes. Coelotes cavernalis được miêu tả năm 2002 bởi Huang, Peng & S. Q. Li.